# Rosace du jugement dernier (Chartres)
Pour des articles plus généraux, voir Vitraux de Chartres et Jugement dernier.
La rosace du Jugement dernier de Chartres est la rosace ouest de la cathédrale Notre-Dame de Chartres, numérotée 143 dans le Corpus vitrearum.
Contrairement aux trois baies qu'elle surmonte, plus anciennes, cette rosace a été exécutée vers 1215, elle est contemporaine de la cathédrale actuelle reconstruite après l'incendie de 1194. Elle a été restaurée en 1846 puis en 1919 par Lorin, et encore restaurée et nettoyée en 2012.
Elle a été classée aux monuments historiques en 1840,.

## Composition du vitrail

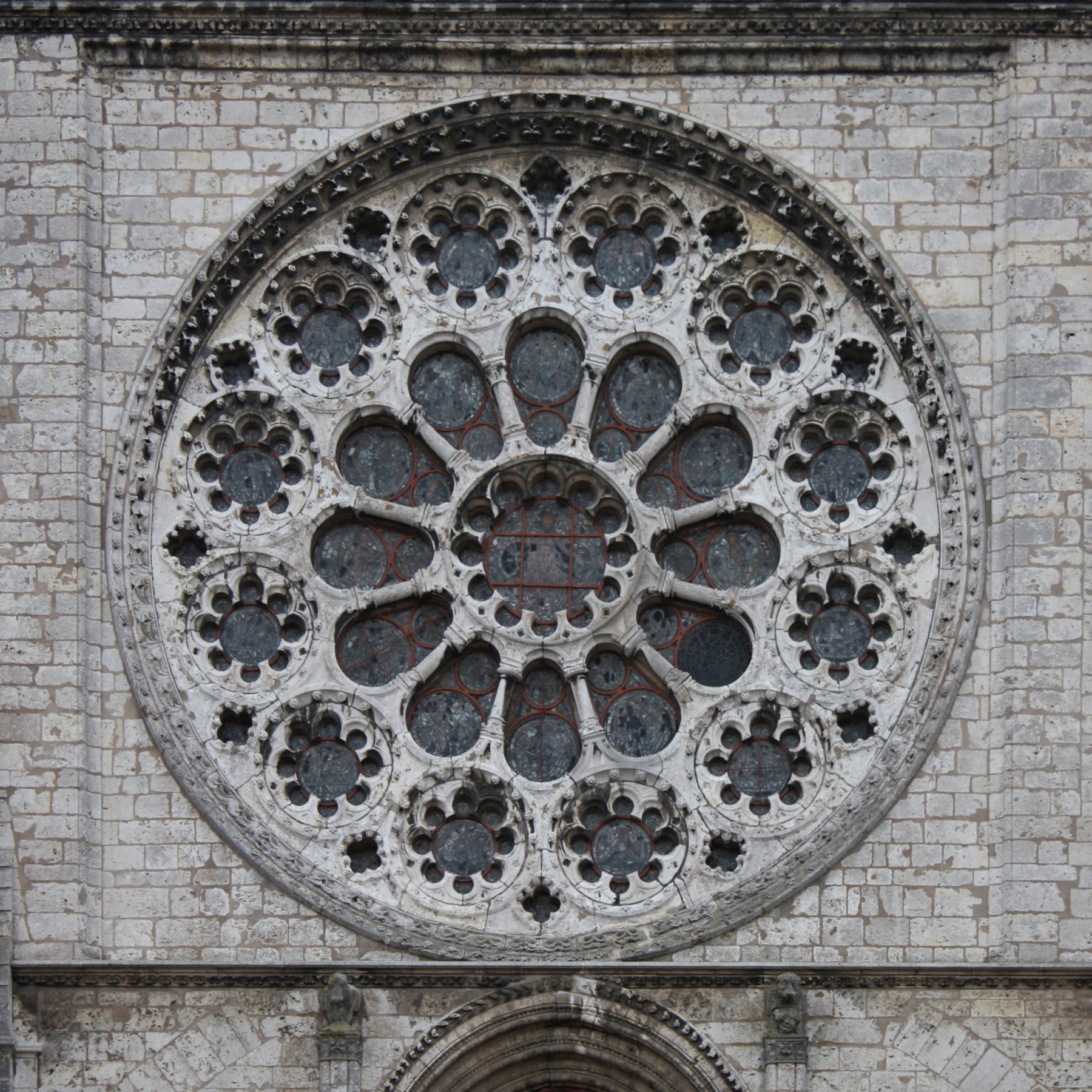
Rosace ouest de la cathédrale de Chartres - vue extérieure.

La rosace a été construite après l'incendie de 1194, qui avait épargné les trois verrières inférieures. Construite en 1215, c'est la rosace la plus ancienne de la cathédrale. La nef de 1200 ayant été reconstruite plus haute, l'espace ainsi dégagé a été occupé par la rosace qui complète ainsi les trois verrières inférieures.
Sa position très en hauteur en rend la lecture difficile, et ne permet pas de se faire une juste idée de ses dimensions.
Son diamètre est de 13,5 m et l'œil central fait 2,6 m.
L'armature de pierre s'apprécie mieux de l'extérieur, d'où l'on voit bien les douze colonnes qui supportent l'oculus central et rayonnent comme les rayons d'une roue. Même si cette armature paraît nettement plus épaisse que celle des rosaces postérieures, donnant une impression générale assez sombre, la surface vitrée est ici déjà importante pour l'époque.
La structure est gouvernée par une symétrie en rotation répétant douze fois les mêmes ouvertures : l'œil central est bordé de 12 lobes, il est entouré de 12 pétales à 2 médaillons que séparent les colonnes, et l'ensemble est bordé par 12 rosaces extérieures à huit lobes, séparées par des petits quadrilobes.

## Thématique
Le Christ central, inscrit dans un quadrilobe sur fond rouge, est représenté assis, dans la gloire de sa résurrection, montrant les cinq plaies de la passion. « Alors le signe du Fils de l'homme paraîtra dans le ciel, toutes les tribus de la terre se lamenteront, et elles verront le Fils de l'homme venant sur les nuées du ciel avec puissance et une grande gloire » (Mt 24:30). Les nuées sont représentées par des vaguelettes blanches.
Dans un premier cercle autour de lui (médaillons internes des pétales), les quatre évangélistes marquent les quatre points cardinaux par leur représentation symbolique, le « tétramorphe ». Dans les intervalles, huit petits anges apparaissant à mi-corps contemplent la gloire du Christ.
Dans le deuxième cercle (médaillons externes des pétales), le Christ est entouré à droite et à gauche par ses douze Apôtres (deux par médaillon), en position d'assesseurs, suivant sa parole « Je vous le dis en vérité, quand le Fils de l'homme, au renouvellement de toutes choses, sera assis sur le trône de sa gloire, vous qui m'avez suivi, vous serez de même assis sur douze trônes, et vous jugerez les douze tribus d'Israël » (Mt 19:28, cf Lc 23:30). Deux chérubins aux ailes ocellées (1 et 11h) signifient que rien n'échappera aux yeux du Seigneur au jour du jugement.
La pesée des âmes (6h) se fait alors devant l'archange Saint Michel, accompagné d'un démon pour un examen contradictoire. Les élus sont alors séparés des damnés.
« Alors le roi dira à ceux qui seront à sa droite (7h): Venez, vous qui êtes bénis de mon Père; prenez possession du royaume qui vous a été préparé dès la fondation du monde » (Mt 25:34). L'élu est ensuite « porté par les anges dans le sein d'Abraham » (Lc 16:22), où il goûte des joies sans fin du Paradis (médaillon à 12h).
Ensuite il dira à ceux qui seront à sa gauche (5h): « Retirez-vous de moi, maudits; allez dans le feu éternel qui a été préparé pour le diable et pour ses anges » (Mt 25:41). Et ils sont alors entraînés par les diables et sont «  jetés dans la géhenne (6h), là où leur ver ne meurt point, et où le feu ne s'éteint point » (Mc 9:48), où ils goûtent des tourments sans fin de l'Enfer (7h).
Le dernier cercle de roses polylobées comprend : deux anges portant les instruments de la Passion (1 et 11h) ; deux anges (2 et 10h) sonnant de la trompette (olifant) pour réveiller les morts : « Il enverra ses anges avec la trompette retentissante, et ils rassembleront ses élus des quatre vents, depuis une extrémité des cieux jusqu'à l'autre » (Mt 24:31). Réveillés par ces trompettes, les morts sortent de leurs tombeaux (médaillon 4, 5, 8 et 9h)), et se présentent devant leur juge (3 et 10h). Ils sont représentés comme des jeunes gens vêtus seulement de leur suaire, car d'après Honoré d'Autun, « tous renaissent, qu'ils soient enfants ou vieillards, à l'âge parfait de trente ans, celui où le Christ triompha lui-même de la mort ». Le séjour des morts est symbolisé par deux démons qui culbutent deux damnés (médaillon 6h) dans les flammes de l'enfer représenté par la gueule du Léviathan (médaillon 7h).

## Description des panneaux
|  |  |  | Le centre de la rosace est occupé par un Christ, reconnaissable à la croix que porte son limbe, assis sur un nuage très stylisé, qui montre le sang coulant de ses mains, de ses pieds et de son flanc. |
|  |  |  | (I) - À l'intérieur, un petit ange contemple la gloire du Christ. - Dans le médaillon central, un chérubin dont les ailes portent des yeux, signifiant que rien n'échappera au Christ au jour du jugemment. - Dans la rose extérieure, un ange présente les instruments de la passion : la lance, trois clous blancs et la couronne d'épines verte. |
|  |  |  | (II) - À l'intérieur, un petit ange contemple la gloire du Christ. - Dans le médaillon central, deux Apôtres. - Dans la rose extérieure, deux anges sonnent de la trompette. |
|  |  |  | (III) - À l'intérieur, marquant le point cardinal, l'évangéliste Marc représenté par un lion. - Dans le médaillon central, deux Apôtres. On y reconnaît Saint Paul à son crâne dégarni. - Dans la rose extérieure, sortis de leur tombeau et seulement vêtus de leur suaire, trois morts se présentent devant leur juge. |
|  |  |  | (IV) - À l'intérieur, un petit ange contemple la gloire du Christ. - Dans le médaillon central, deux Apôtres. - Dans la rose extérieure, deux morts sortent de leur tombeau. |
|  |  |  | (V) - À l'intérieur, un petit ange contemple la gloire du Christ. - Dans le médaillon central, des damnés éplorés sont emmenés par un diable ricanant. - Dans la rose extérieure, deux morts sortent de leur tombeau. |
|  |  |  | (VI) - À l'intérieur, marquant le point cardinal, l'évangéliste Matthieu représenté par un ange. - Dans le médaillon central, la pesée des âmes. Un diablotin tente de peser sur la balance pendant qu'un diable discute avec Saint Michel. - Dans la rose extérieure, deux diables précipitent deux damnés dans les Enfers. |
|  |  |  | (VII) - À l'intérieur, un petit ange contemple la gloire du Christ. - Dans le médaillon central, portant une couronne, les élus sereins sont guidés par un ange vers le Royaume dont ils vont hériter. - Dans la rose extérieure, trois damnés sont dans la bouche d'un grand monstre, au milieu des flammes. Celui du milieu porte un bonnet juif et a une bourse autour du cou, il s'agit probablement de Judas Iscariote qui trahit le Christ pour trente deniers. |
|  |  |  | (VIII) - À l'intérieur, un petit ange contemple la gloire du Christ. - Dans le médaillon central, deux Apôtres. - Dans la rose extérieure, deux morts sortent de leur tombeau. |
|  |  |  | (IX) - À l'intérieur, marquant le point cardinal, l'évangéliste Luc représenté par un bœuf. - Dans le médaillon central, deux Apôtres. On reconnaît Saint Pierre à la clef qu'il porte, avec laquelle il peut ouvrir ou fermer les portes du Paradis. - Dans la rose extérieure, deux morts sortent de leur tombeau. |
|  |  |  | (X) - À l'intérieur, un petit ange contemple la gloire du Christ. - Dans le médaillon central, deux Apôtres. - Dans la rose extérieure, trois morts se présentent devant leur juge. |
|  |  |  | (XI) - À l'intérieur, un petit ange contemple la gloire du Christ. - Dans le médaillon central, un chérubin dont les ailes portent des yeux. - Dans la rose extérieure, deux anges sonnent de la trompette. |
|  |  |  | (XII) - À l'intérieur, marquant le point cardinal, l'évangéliste Jean représenté par un aigle. - Dans le médaillon central, les âmes ont été portées dans le sein d'Abraham. - Dans la rose extérieure, un ange tient la croix, complétant son vis-à-vis dans la présentation des instruments de la passion. |